# Luke Letcher
Luke Letcher, född 11 juni 1994, är en australisk roddare.

## Karriär
I augusti 2016 vid U23-VM i Rotterdam tog Letcher guld tillsammans med Robert Black, Caleb Antill och Thomas Schramko i scullerfyra.
I juli 2021 vid OS i Tokyo tog Letcher brons tillsammans med Jack Cleary, Caleb Antill och Cameron Girdlestone i scullerfyra.